# Armoriale delle famiglie italiane (Daa-Dal)
Questo è l'armoriale delle famiglie italiane il cui cognome inizia con le lettere che vanno da Daa a Dal.

## Armi

### Daa
| Stemma | Casato e blasonatura                                            |
| ------ | --------------------------------------------------------------- |
|        | Da Anchiana (Firenze) D'oro, al palo d'azzurro (citato in (16)) |

### Dab
| Stemma | Casato e blasonatura |
| ------ | --- |
|        | Da Bagnano (Firenze) D'argento, al cervo saliente di rosso (citato in (16)) alias D'argento, al cervo saliente di rosso; con il capo d'Angiò (citato in (16)) |
|        | Da Bagnolo (Toscana) D'azzurro, all'aquila dal volo abbassato d'argento, accompagnata in capo da due stelle a otto raggi d'oro (DE) In Blau 1 silberner Adler, oben begleitet von 2 achtstrahligen goldenen Sternen (citato in (23)) |
|        | Da Bagnuolo (Toscana) D'azzurro, all'aquila dal volo abbassato d'oro, accompagnata in capo da una stella a otto raggi d'oro (DE) In Blau 1 goldener Adler, oben begleitet von 1 achtstrahligen goldenen Stern (citato in (23)) |
|        | Da Barberino (Firenze) di verde alla croce di S. Andrea di rosso accompagnata in capo da una stella d'oro a 8 raggi (citato in (4) – Vol. I pag. 505) Di verde, alla croce di sant'Andrea di rosso, accompagnata in capo da una stella a otto punte d'oro (citato in (16)) alias D'azzurro, alla croce di sant'Andrea di rosso, accompagnata in capo da una stella a otto punte d'oro (citato in (16)) |
|        | Da Barbiano o Barbiano di Belgioioso (Milano) Scaccato d'argento e di rosso, con il capo del primo, carico di una croce, del secondo (citato in (18)) |
|        | Da Bibbiena (Firenze) Di..., al vaso di... sormontato da una scure posta in banda di... alias Di..., all'incudine di... sormontata da un destrocherio di... tenente un martello di... (citato in (16)) |
|        | D'Abizzo (Toscana) (DE) Silber-blau geviert (citato in (23)) |
|        | Da Bojano o Da Boiano (Molise) (la blasonatura non è stata ancora caricata) (citato in DAlena) |
|        | Da Borgogna (Toscana) (DE) Gespalten: Rechts in Gold 3 rote Schrägbalken, links 1 Löwe (citato in (23)) |
|        | Dabormida (Verrua Savoia, Torino) Titoli: Conte, nobile dei conti troncato: d'azzurro, a tre stelle d'oro, male ordinate, e mareggiato, al pesce natante, al naturale (citato in (4) – Vol. II pag. 599) Troncato, al 1° d'azzurro, a tre stelle d'oro, male ordinate, al 2° mareggiato d'argento e d'azzurro, al pesce natante al naturale (citato in (18)) |
|        | Da Borso (Belluno) Titoli: Nobile, Cavaliere d'argento alla banda dentata di rosso Cimiero: il leone seduto, tenente nelle zampe un sole radioso (citato in (4) – Vol. II pag. 148) |
|        | D'Abramo (Pisa) Troncato: nel 1° d'oro, all'aquila dal volo spiegato di nero, coronata del campo; nel 2° d'azzurro, a tre stelle a otto punte d'oro, 1.2; e alla fascia di rosso passata sulla troncatura alias D'azzurro, a tre stelle a otto punte d'oro, 1.2, e al capo dell'Impero (citato in (16)) |
|        | Dabray o D'Abray (Nizzardo) Titolo: consignori di Mérindol, Monteolivo D'argento, a tre trifogli di nero, con la mezzaluna montante, di rosso, in abisso (citato in (18)) |
|        | D'Abro (Napoletano) (la blasonatura non è stata ancora caricata) (citato in (22)) |
|        | D'Abro Pagratide (Napoli) d'argento, alla colomba d'azzurro, beccata e membrata di rosso, tenente nel becco un ramoscello d'ulivo, sormontata da una corona all'antica d'oro, accostata da due rami di palma e d'ulivo decussati in punta e legati di rosso (citato in (4) – Vol. I pag. 308 e Vol. IX pag. 175) colomba della pace di azzurro beccata di rosso e coronata di oro su argento - una foglia di palma e un ramo di ulivo incrociate al basso e legate con un fiocco di rosso su argento (citato in LEOM) Sostegni: due leoni al naturale affrontati |
|        | Dabrowski (Trieste) Titoli: Nobile polacco, Cavaliere dell'I. A. e di Sunozza di rosso al montone d'argento, sanguinante, con le corna dorate, passante sopra una campagna di verde rasata Cimieri: a destra: cinque penne di struzzo d'argento; a sinistra: il montone dello scudo (citato in (4) – Vol. II pag. 599) |
|        | Da Bruscoli (Firenze) D'argento, al leone d'oro tenente un ramoscello dello stesso (citato in (16)) |
|        | Da Buora (Venezia) (FR) Coupé, au 1, d'or, au chevron d'azur, au 2, d'or, à trois bandes d'azur. (citato in (7)) |
|        | Da Buti (Pisa) D'argento, al monte di tre cime di verde alias D'argento, a tre bande di rosso; con il capo cucito del primo caricato di una rosa del secondo (citato in (16)) |

### Dac
| Stemma | Casato e blasonatura |
| ------ | --- |
|        | Da Calenzano (Toscana) (DE) Silber-blau geteilt, oben 1 schreitender blauer Vogel, unten 1 schwebender goldener Sechsberg (citato in (23)) |
|        | Da Camino (Venezia) (FR) Coupé de sable sur argent. (citato in (7)) |
|        | Da Campiglia (Pisa) Di rosso, al massacro di cervo d'argento (citato in (16)) |
|        | Da Campiglia (Pisa) D'azzurro, al filetto increspato in fascia d'argento alias D'azzurro, alla fascia increspata diminuita d'argento (citato in (16)) |
|        | Da Caprona (Pisa) Bandato d'oro e di rosso alias D'oro, a quattro bande di rosso (citato in (16)) |
|        | Da Capua (Cesena) (la blasonatura non è stata ancora caricata) (citato in BLCW) Immagine in Blasone Cesenate. |
|        | Da Carmignano (Firenze) Di..., al monte di sei cime di..., sostenente cinque foglie di... (citato in (16)) |
|        | Da Carrara (Padova) D'argento, al carro all'antica di rosso, veduto in proiezione (citato in (18)) |
|        | Da Casavecchia (Firenze) D'azzurro, a tre gigli d'oro, 2.1, racchiusi nella cinta dello stesso (citato in (16)) |
|        | Da Cascina (Pisa) D'argento, a tre sbarre d'azzurro (citato in (16)) |
|        | Da Cascina (Pisa) Di rosso, alla bandiera d'argento astata dello stesso e posta in banda (citato in (16)) |
|        | Da Casignalla (Firenze) D'azzurro, al leone d'oro, armato e lampassato di rosso, accompagnato nel cantone destro del capo da un castello turrito di un pezzo d'argento (citato in (16)) |
|        | Da Casoli (Firenze) Di..., alla torre di... sostenuta da due leoni di... alias Di..., alla torre di... sostenuta da due leopardi illeoniti di... (citato in (16)) |
|        | Da Castagnolo (Firenze) Di..., alla fascia doppiomerlata di... (citato in (16)) |
|        | Da Castelfiorentino (Firenze) Di..., a tre pali di..., e al corno da caccia rivolto e attraversante di..., legato di... (citato in (16)) |
|        | Da Castelfiorentino (Toscana) (DE) In gold-blau schräggeviertem Feld 1 rote Lilie in der Ortstelle (citato in (23)) |
|        | Da Castello (Firenze) Troncato: nel 1° di..., al grifone nascente di..., coronato di...; nel 2° di..., al castello di tre ripiani di..., movente dalla punta e sostenente sul ripiano mediano due bandiere di...; e alla fascia attraversante sulla partizione di..., caricata di tre stelle a otto punte di... (citato in (16))                                                                     |
|        | Da Castiglione (Firenze) Fasciato ondato di rosso e d'argento (citato in (16)) |
|        | Da Castiglione (Firenze) Di rosso, a tre cani rampanti d'argento, 2.1, i due affrontati; con il capo d'argento (citato in (16)) alias Troncato d'argento e di rosso, a tre cani rampanti del primo nel secondo, 2.1, i due affrontati (citato in (16)) (DE) Silber-rot geteilt: Unten 3 silberne Hunde 2:1 gestellt, die oberen einwärtsgekehrt und schräglinks und schräg gestellt (citato in (23)) |
|        | Da Castiglione Catellini o Catellini (Toscana) (DE) Unter 1 goldenen Schildhaupt in Rot 3 silberne Hunde 2:1 gestellt, die oberen einwärtsgekehrt und schräglinks und schräg gestellt (citato in (23)) |
|        | Da Catenaia (Arezzo) Di rosso, a quattro catene d'oro uscenti dai quattro angoli dello scudo e riunite in cuore per un anello dello stesso alias Di rosso, a quattro catene d'argento uscenti dai quattro angoli dello scudo e riunite in cuore per un anello dello stesso (citato in (16)) |
|        | Da Catignano (Firenze) D'argento, a tre bande di nero alias Bandato di sei pezzi d'argento e di nero (citato in (16)) |
|        | Da Cavriglia (Firenze) D'azzurro, a tre pali d'oro, e alla fascia attraversante di rosso caricata di un giglio d'argento (citato in (16)) |
|        | Da Celtaldo (Toscana) (DE) 5mal gold-silber gespalten (citato in (23)) |
|        | Da Celtaldo (Toscana) (DE) In Blau 1 goldener Balken, beidseitig begleitet von je 1 achtstrahligen goldenen Stern (citato in (23)) |
|        | Da Cepparello d'azzurro al levriero rampante d'argento collarinato di rosso bordato d'oro (citato in (4) – Vol. II pag. 421) alias (DE) In Blau 1 rotbehalsbandeter silberner Hund (citato in (23)) |
|        | Da Cepparello (Toscana) (DE) In Blau 1 silberner Hirsch, oben rechts begleitet von 1 achtstrahligen goldenen Stern (citato in (23)) |
|        | Da Cepparello Pasquali (Firenze) partito: nel primo d'azzurro al levriero rampante d'argento collarinato di rosso bordato d'oro (Da Cepparello); nel secondo d'azzurro al cervo saliente d'argento, tenente fra le due zampe anteriori una stella d'otto raggi d'oro (Pasquali) (citato in (4) – Vol. II pag. 421)                                                                                   |
|        | Da Cepperello (Firenze) Di..., alla croce viticciata di... (citato in (16)) |
|        | Da Cepperello (Firenze) D'azzurro, al cane rampante d'argento, collarinato di rosso (citato in (16)) |
|        | Da Cercina (Toscana) (DE) Silber-rot geteilt: Oben 3 oberhalbe konzentrische blaue Ringe an der Teilungslinie (citato in (23)) |
|        | Da Ceritio (Cesena) (la blasonatura non è stata ancora caricata) (citato in BLCW) Immagine in Blasone Cesenate. |
|        | D'Acerno (Napoletano) (la blasonatura non è stata ancora caricata) (citato in (22)) |
|        | Da Cerreto (Pisa) D'oro, all'albero sradicato di verde (citato in (16)) |
|        | Da Cevoli (Pisa) Bandato di otto pezzi d'oro e di nero, al capo d'argento caricato di un pesce di rosso (citato in (16)) |
|        | Dachery (Torino) D'oro, a cinque bande di rosso Motto: Moderata durant (citato in (18)) |
|        | Da Chiari (Pisa) Tagliato innestato di rosso e d'argento (citato in (16)) |
|        | Da Cigliano (Firenze) Di..., al leone di..., bailonato di una biscia di... (citato in (16)) |
|        | Da Cignano (Firenze, San Miniato) D'oro, alla fascia di losanghe accollate di nero alias D'oro, alla fascia di losanghe accollate di nero, sormontata da un sole del campo alias D'oro, alla fascia di losanghe accollate di nero, sormontata da un sole del campo; il tutto abbassato sotto il capo d'Angiò (citato in (16))                                                                        |
|        | Da Coldaia (Firenze) D'argento, alla caldaia di nero, ripiena d'oro (citato in (16)) |
|        | Da Collegrana (Firenze) Bandato increspato di sei pezzi d'oro e d'azzurro; con il capo semipartito dei due smalti, caricato di due teste di leone affrontate dell'uno nell'altro alias D'azzurro, a tre bande increspate d'oro; con il capo semipartito d'oro e d'azzurro, caricato di due teste di leone affrontate dell'uno nell'altro (citato in (16))                                            |
|        | Da Collina (Firenze) Di..., al monte di otto cime di... alias Di..., al monte di sei cime di... (citato in (16)) |
|        | Da Collina (Firenze) Di..., all'aquila dal volo abbassato di... (citato in (16)) |
|        | Da Colognole (Firenze) D'argento, a due colonne affiancate di rosso (citato in (16)) |
|        | Da Corella (Firenze) Di..., al monte di sei cime di..., sostenente un uccello posato di..., talvolta tenente nel becco un ramoscello di... (citato in (16)) |
|        | Da Corogna (Venezia) (FR) D'azur, à un X d'or, surmonté d'une croisette du même. (citato in JB Rietstap (archiviato dall'url originale il 17 agosto 2016).) |
|        | Da Correggio (Emilia) Di rosso, alla fascia d'argento. |
|        | Da Correggio (Venezia) (FR) De gueules, à la fasce d'argent, acc. en chef d'une aigle éployée de sable, surmontée d'une couronne d'or, et en pointe de trois baudriers d'azur, ployés en cercles, 2 et 1. (citato in JB Rietstap (archiviato dall'url originale il 17 agosto 2016).) |
|        | Da Covo (Brescia) Titolo: signori di Viguzzolo Di rosso, al covone d'oro, legato da una ritorta di due spighe ricadenti a lato del medesimo, con il capo d'oro all'aquila di nero, linguata di rosso, coronata del campo alias Di rosso, al covone legato con uno stelo di spiga, il tutto d'oro (citato in (18))                                                                                    |
|        | D'Acunzo (Napoletano) inquartato di rosso e d'azzurro, alla croce d'oro attraversante (citato in (32)) |

### Dad
| Stemma | Casato e blasonatura |
| ------ | --- |
|        | D'Adamo di Grazia (Toscana) (DE) Durch 1 roten Schrägbalken blau-grün schräggeteilt, oben 1 achtstrahliger goldener Stern (citato in (23)) alias (DE) In Blau 1 roter Schrägbalken, oben begleitet von 1 achtstrahligen goldenen Stern (citato in (23)) |
|        | D'Adda (Pavia, Udine, Trieste, Asti) Titoli: Conte di Fagagna e ville annesse fasciato ondato innestato d'argento e di nero, la prima fascia caricata del motto: "Con limpidezza"; col capo d'oro carico di un'aquila di nero (citato in (4) – pag. 316) |
|        | D'Adda e D'Adda Salvaterra (Milano) Titoli: Marchese, Conte, Barone, Cavaliere del S. R. I., Patrizio Milanese, trattamento di Don e Donna fasciato di nero e d'argento controinnestato; col capo d'oro carico di un'aquila di nero coronata del campo Cimiero: l'aquila del capo, nascente Motto: Ne derelinquas nos, Domine e Con limpidezza Per i D'Adda Salvaterra lo stemma è accollato all'aquila imperiale (citato in (4) – Vol. I pag. 315 e Vol. IX pag. 179) fasciato controinnestato di nero e di argento - capo d'Impero (citato in LEOM) |
|        | D'Adda e D'Adda Salvaterra (Milano) fasciato controinnestato di argento e di nero - prima fascia caricata del motto "CON LIMPIDEZZA" in lettere maiuscole di nero - aquila di nero su oro in capo (citato in LEOM) |
|        | D'Adda (Lombardia) Fasciato ondato d'argento e di nero, con il capo d'oro, carico di un'aquila coronata, di nero alias Fasciato ondato d'argento e d'azzurro, con il capo d'oro, carico di un'aquila coronata, di nero (citato in (18)) |
|        | Daddei o Dadeo o Daddeo (Mondovì) D'azzurro, alla fascia d'oro, ripiena d'azzurro e carica di tre monti d'oro all'italiana (3), ristretti, con una stella (8) d'oro, nel primo punto, avente il raggio di punta prolungato sino alla fascia (citato in (18) e in (26)) alias D'azzurro, alla fascia d'oro, ripiena di rosso e carica di tre monti d'oro all'italiana (3), ristretti, con una stella (8) d'oro, nel primo punto, avente il raggio di punta prolungato sino alla fascia (citato in (18)) Cimiero: Donna vestita d'oro, seduta sull'elmo e tenente un breve col motto / una fanciulla sedente sopra l'elmo vestita d'oro, tenente il breve col motto Motto: Pax in virtute tua |
|        | Daddi (Toscana) d'azzurro, alla fascia d'oro accompagnata da 3 dadi d'argento marcati di nero (citato in (2) – pag. 221 e in DAlena) |
|        | D'Adhémar (Nizzardo) D'oro, a tre bande d'azzurro (citato in (18)) |
|        | Da Diacceto (Firenze) Troncato d'oro e di nero, al leone dell'uno all'altro, accollato da un lambello a quattro pendenti di rosso alias Troncato d'oro e di nero, al leone dell'uno all'altro, accollato da un lambello a cinque pendenti di rosso alias Troncato d'oro e di nero, al leone dell'uno all'altro, accollato da un lambello a quattro pendenti di rosso, il leone tenente uno scudetto di Francia alias Troncato d'oro e di nero, al leone dell'uno all'altro, accollato da un lambello a cinque pendenti di rosso, il leone tenente uno scudetto di Francia (citato in (16))                                                                                                  |
|        | Da Domodossola Di rosso, alla macina da mulino d'argento, finestrata in tondo del campo, con il capo d'oro, carico di un'aquila di nero, linguata di rosso, coronata del campo (citato in (18)) |

### Dae
| Stemma | Casato e blasonatura |
| ------ | --- |
|        | D'Aedo (Spagna) Di..., all'albero sradicato di..., attraversato al tronco da un cane passante di..., collarinato e guinzagliato di... al tronco stesso (citato in (16))                |
|        | Da Empoli (Firenze) Inquartato d'argento e di rosso, alla banda attraversante d'azzurro (citato in (16))                                                                               |
|        | Da Empoli (Firenze) Di..., alla scimmia levata di..., cinta di..., tenente un fiore di... (citato in (16))                                                                             |
|        | Da Erchi (Firenze) D'azzurro, alla gemella in banda d'argento accompagnata in capo da un crescente montante dello stesso, e in punta da una stella a otto punte d'oro (citato in (16)) |

### Daf
| Stemma | Casato e blasonatura |
| ------ | --- |
|        | Da Fano (Venezia) banda di oro su azzurro accompagnata da - 2 lettere F maiuscole di oro in carattere gotico (citato in LEOM) |
|        | D'Afeltrius (Napoletano) (la blasonatura non è stata ancora caricata) (citato in (22)) |
|        | D'Afflitto (Napoli) Titoli: Marchese, Patrizio di Amalfi vaiato d'oro e d'azzurro (citato in (4) – Vol. I pag. 322, in DAlena e in (22)) vajato di oro e di azzurro (citato in LEOM) Notizie storiche in Nobili napoletani. |
|        | D'Afflitto (Molise) Vaiato ondato d'azzurro e d'oro (citato in DAlena) |
|        | Da Fiesole (Toscana) (DE) Gold-rot gespalten (citato in (23)) |
|        | Da Figline (Firenze) Partito: nel 1° d'azzurro, al delfino guizzante in palo d'oro; nel 2° d'oro, a tre fasce increspate d'azzurro (citato in (16)) |
|        | Da Filicaia (Firenze) D'oro, a tre scaglioni di rosso (citato in (16)) 3 scaglioni di rosso su oro (citato in LEOM) (DE) In Gold 3 rote Sparren (citato in (23)) alias D'oro, a tre scaglioni di rosso, con una rosa di rosso posta nel cantone destro del capo (citato in (16)) alias D'oro, a tre scaglioni di rosso, con il capo di Santo Stefano (citato in (16)) alias Scaglionato d'oro e di rosso (citato in (16)) |
|        | Dafinotti (Tropea) D'azzurro al daino corrente d'oro (citato in BLCL) Immagine in Tropea Magazine. |
|        | Da Firenze (Toscana) (DE) In Silber 1 rote Lilie (citato in (23)) |
|        | Da Firenzuola (Firenze) d'argento, alla tigre rampante al naturale stolata d'oro e tenente nella branca destra una falce d'acciaio (citato in (2) – pag. 545 e in DAlena) |
|        | Da Firenzuola (Firenze) D'oro, alla pantera rampante al naturale, cinta di rosso, tenente con la branca destra una falce d'argento alias D'oro, alla pantera rampante al naturale, cinta d'oro, tenente con la branca destra una falce d'argento (citato in (16)) |
|        | Da Fivizzano (Firenze) D'azzurro, alla banda di rosso caricata di tre stelle a otto punte d'oro alias Di rosso, alla banda d'azzurro caricata di tre stelle a otto punte d'oro (citato in (16)) |
|        | Da Fonte Petroio (Firenze) Di..., al leone uscente da un pozzo di... (citato in (16)) |
|        | Da Fortuna (Firenze) Di rosso, al cane rampante d'argento, collarinato d'oro (citato in (16)) |
|        | Da Fortuna o Da Tortuna (Toscana) (DE) In Rot 1 blaubehalsbandeter silberner Hund (citato in (23)) |

### Dag
| Stemma | Casato e blasonatura |
| ------ | --- |
|        | Da Gagliano (Firenze) D'argento, al leone di rosso caricato di sei filetti in banda del campo alias D'argento, al leone di rosso e a sei filetti in banda attraversanti di nero alias D'argento, al leone di rosso e a otto filetti in banda attraversanti di nero (citato in (16)) |
|        | Da Gavignano (Firenze) Palato di sei pezzi d'argento e d'azzurro (citato in (16)) |
|        | Da Ghiacceto (Toscana) (DE) In Gold-schwarz geteiltem Feld 1 Löwe in verwechselten Tinkturen, überdeckt von 1 vierlätzigen roten Turnierkragen (citato in (23)) |
|        | D'Agliana (Firenze) D'azzurro, alla sbarra ritirata a destra di verde, desinente a una torre fondata su un ponte a un'arcata posto su una riviera, il tutto al naturale e sormontato da una stella a sei punte d'oro (citato in (16)) |
|        | Dagna (Acqui) Titolo: consignori di Cuccaro (?) Di rosso, a tre gigli di argento, con il capo d'oro, carico di un'aquila, di nero, sostenuto d'argento alias Di rosso a tre gigli di argento, con il capo d'azzurro (cucito), carico di un'aquila di nero (cucita) alias Partito, al 1° di rosso, a tre gigli di argento, con il capo d'oro, carico di un'aquila di nero, al 2° di rosso, al ramo di salvia al naturale, con il capo d'oro, carico di un'aquila, di nero (citato in (18)) |
|        | D'Agnolo o Angeli (Toscana) (DE) Über silbernem Schildfuß, darin 3 rote Lilien balkenweise, in Gold 1 blauer Balken, belegt mit 1 achtstrahligen roten Stern (citato in (23)) |
|        | D'Agnolo Oliandolo (Toscana) (DE) In Blau 1 goldene Lilie und 1 liegendes goldenes Fass übereinander (citato in (23)) |
|        | D'Agnone (Molise) (la blasonatura non è stata ancora caricata) (citato in DAlena) |
|        | Da Gogliano (Toscana) (DE) In Silber 1 roter Löwe überdeckt von 3 blauen Schrägleisten (citato in (23)) |
|        | d'Agostino (Molise, Sicilia, Calabria) d'azzurro, a tre fasce d'oro, accompagnate da sei vasetti dello stesso, situati 3, 2, 1 (citato in Mango) D'azzurro a tre fasce d'oro accompagnate da sei pignatte dello stesso, poste 3 fra la prima e la seconda, 2 fra la seconda e la terza ed 1 in punta (citato in DAlena) d'azzurro, a tre fasce d'oro, accompagnate da sei granate all'antica dello stesso, situati 3, 2, 1                                                                |
|        | d'Agoult (Provenza) Titolo: Signori di Torretta Levenzo D'oro, al lupo rapace d'azzurro, armato e lampassato di rosso Motto: Virtus crescit in adversis (citato in (18)) |
|        | D'Aguirre (Milano) Lepre (citato in DAlena) |

### Dai
| Stemma | Casato e blasonatura |
| ------ | --- |
|        | Dai Basti (Cesena) (la blasonatura non è stata ancora caricata) (citato in BLCW) Immagine in Blasone Cesenate. |
|        | Daideri o Dayderi o Deideri (Nizza) Titolo: conti di Castelnuovo (anche con il predicato di Saint Laurent) Partito di rosso e di nero, al leone illeopardito, accompagnato da tre gigli, male ordinati, il tutto d'oro alias Partito di rosso e di nero, al leone illeopardito, accostato da due gigli e sormontato da un terzo giglio, il tutto d'oro (citato in (18)) |
|        | Daidone o Dajdone (Sicilia) d'azzurro, al pino sradicato al naturale, sinistrato da un daino del suo colore (citato in DAlena e in Mango) d'azzurro, con un daino d'oro sagliente in un albero di pino al naturale (citato in (27)) Notizie storiche in Famiglie nobili di Sicilia. |
|        | D'Aiello (Napoli) di azzurro al leone tenente un giglio accompagnato nel capo da due stelle il tutto d'oro (citato in (4) – Vol. I pag. 329) leone rampante di oro giglio di giardino dello stesso in destra su azzurro - 2 stelle (5 raggi) di oro su azzurro in alto (citato in LEOM) (la blasonatura non è stata ancora caricata) (d'azzurro, al leone al naturale tenente un giglio di giardino di verde fiorito d'argento, accompagnato in capo da due stelle a sei raggi d'oro) (citato in (22)) |
|        | D'Aierbo o D'Ajerbo (Molise) Scudo d'aragona d'oro con quattro pali di rosso, con la bordura d'azzurro caricata di 8 scudetti d'argento con la fascia di rosso (citato in DAlena) |
|        | D'Aiguebelle Titolo: Consignori di Villar Almese D'oro, al grifone coronato, di nero alias Di rosso, all'aquila d'argento (citato in (18)) |
|        | Daina o Daina de Valsecchi (Bergamo) daino passante su terrazzo di verde su rosso - capo di Francia - ponte (una luce) di argento attraversante albero secco al naturale su terrazzo di verde su azzurro (citato in LEOM) |
|        | Dainelli o Dainelli da Bagnano (Firenze) (la blasonatura non è stata ancora caricata) (citato in DAlena) (DE) Unter 1 blauen Schildhaupt, darin 1 vierlätziger roter Turnierkragen begleitet von je 1 goldenen Lilie zwischen den Lätzen (Capo d'Angiò), in Silber 1 roter Damhirsch (citato in (23)) |
|        | Daini di verde, al daino corrente d'argento, col capo d'Angiò, sostenuto da una riga d'oro (citato in (5) – pag. 124) |
|        | Daini (Ravenna) (la blasonatura non è stata ancora caricata) (citato in DAlena) |
|        | Dainotto (Messina) Titolo: barone di Borzano d'azzurro, al daino d'oro, fermo e guardante una stella del medesimo, posta al primo cantone (citato in DAlena e in Mango) alias d'azzurro, con un daino corrente d'oro sormontato da una stella dello stesso (citato in (27)) Corona di barone Notizie storiche in Famiglie nobili di Sicilia. |

### Dala
| Stemma | Casato e blasonatura |
| ------ | --- |
|        | D'Alagni (Molise, Abruzzo) D'oro alla croce di rosso caricata di cinque gigli d'argento (citato in DAlena) |
|        | D'Alagno (Taranto) D'oro alla croce di rosso caricata di cinque gigli d'oro (citato in (11), in (16) e in (22)) |
|        | D'Alagno (Napoletano) Titolo: barone, signore di Torre Annunziata d'argento, alla croce d'azzurro, caricata da cinque gigli d'oro (citato in (32)) |
|        | D'Alaise e Dalaise (Nizzardo) Titolo: Baroni di Berra Inquartato, al 1° e 4° d'azzurro, al decusse accantonato da quattro conchiglie, il tutto d'argento (D'Alaise), al 2° e 3° di rosso, al castello di tre torri d'argento, carico di una banda d'azzurro, in divisa e scorciata (Berra) (citato in (18)) |
|        | Dalaqui (Nizzardo) D'oro, a tre sbarre ondate, d'azzurro, con il capo cucito d'oro, carico di due serpenti addossati, accollati e attorcigliati in doppio decusse, di verde (citato in (18)) |
|        | Dal'Asta o Dall'Asta (Cesena) (la blasonatura non è stata ancora caricata) (citato in BLCW) Immagine in Blasone Cesenate. |

### Dalb
| Stemma | Casato e blasonatura |
| ------ | --- |
|        | Dal Bagno (Firenze) D'oro, alla banda d'azzurro caricata di tre leoni leoparditi d'argento, posti nel senso della pezza (citato in (16)) |
|        | D'Albard (Bard) Titolo: Conti di Ferrera e Scalero, Consignori di Champorcher e Hône, Gressoney, Montalto Troncato, al 1° di rosso, all'alabarda d'oro all'antica posta in palo, al 2° d'azzurro, a due barbi addossati d'oro alias Inquartato, al 1° e 4° di rosso all'alabarda d'oro all'antica posta in palo, al 2° e 3° d'azzurro a due barbi addossati d'oro Motto: Inexpugnabile scutum aequitas (citato in (18)) |
|        | Dal Bastardo (Cesena) (la blasonatura non è stata ancora caricata) (citato in BLCW) Immagine in Blasone Cesenate. |
|        | D'Albertas (Novara, Torino) Titolo: Marchese di rosso al lupo rampante, d'oro (citato in (4) – Vol. I pag. 334 e Vol. IX pag. 190 e in (18)) lupo rampante di oro su rosso (citato in LEOM) Cimiero: un levriero al naturale, collarinato di rosso, nascentei Supporti: due levrieri al naturale, collarinati di rosso, affrontati, controrampanti Motto: Talis noster Amor e Fata viam invenient |
|        | D'Albertis (Genova, Torino) Titolo: Conte Di azzurro a quattro catene di argento disposte in croce di S. Andrea e collegate in cuore da un anello del medesimo, accantonate in capo da una testa e collo di pecora al naturale e in punta da una stella di oro (citato in (4) – Vol. I pag. 341 e Vol. IX pag. 195) 4 catene di argento uscenti dagli angoli dello scudo poste in croce di Sant'Andrea legate in cuore da un anello dello stesso su azzurro accantonate - in capo da una testa di pecora al naturale - e in punta da una stella (5 raggi) di oro su azzurro (citato in LEOM) |
|        | D'Albertis (Genova, Torino) 4 catene di argento uscenti dagli angoli dello scudo poste in croce di Sant'Andrea legate in cuore da un anello dello stesso su azzurro accantonate - in capo da una corona marchionale di oro - e in punta da una stella (5 raggi) di oro su azzurro (citato in LEOM) |
|        | D'Alberto (Toscana) (DE) In Rot 2 goldene Pfähle, überdeckt von 1 blauen Schrägbalken, belegt mit 3 achtstrahligen goldenen Sternen (citato in (23)) |
|        | D'Alberto (Toscana) (DE) In Rot 3 blaue Scheiben, 2:1 gestellt und belegt mit je 1 achtstrahligen goldenen Stern (citato in (23)) |
|        | D'Albier o D'Alby (Savoia) Titolo: Conti di Ronco, Zumaglia Di rosso, alla banda d'oro, carica verso destra di un semivolo di nero (citato in (18)) |
|        | Dal Bo (Firenze) Di..., al rincontro di bue di... (citato in (16)) |
|        | Dal Bò (Prato) D'oro, al rincontro di bue di rosso posto al di sopra del mare al naturale e al capo d'azzurro, caricato di una stella a otto punte d'oro alias D'oro, al rincontro di bue di rosso posto al di sopra del mare al naturale e al capo d'azzurro, caricato di una stella a sei punte d'oro (citato in (16)) |
|        | Dal Borgo (detti Del Ciliegio) (Firenze) d'azzurro, al ciliegio al naturale nodrito sul monte di sei cime d'oro (citato in (2) – pag. 138 e in DAlena) (DE) In Blau 1 schwebender goldener Sechsberg, oben besetzt mit 1 naturfarbenen Laubbaum (citato in (23)) |
|        | Dal Borgo (Firenze) D'azzurro, all'albero di verde, nodrito su un monte a sei cime d'oro (citato in (16)) |
|        | Dal Borgo (Firenze) D'oro, alla banda d'azzurro caricata di un monte di tre cime del campo (citato in (16)) (DE) In Gold 1 blauer Schrägbalken, senkrecht zur Figur belegt mit 1 goldenen Dreiberg (citato in (23)) alias D'oro, alla banda d'azzurro caricata di un monte di sei cime del campo (citato in (16)) alias D'oro, alla banda di rosso caricata di un monte di tre cime del campo (citato in (16)) alias D'oro, alla banda di rosso caricata di un monte di sei cime del campo (citato in (16)) (DE) In Gold 1 roter Schrägbalken, senkrecht zur Figur belegt mit 1 goldenen Sechsberg (citato in (23)) alias D'oro, alla fascia d'azzurro caricata di un monte di sei cime d'oro (citato in (16)) |
|        | Dal Borgo (Firenze) D'oro, al toro furioso di rosso (citato in (16)) |
|        | Dal Borgo (Pisa) d'azzurro alla fascia di rosso accompagnata in capo da un drago nascente d'oro linguato di rosso, movente dalla fascia, e in punta da 6 palle d'oro poste 3, 2, 1 Cimiero: un drago uscente (citato in (4) – Vol. II pag. 139) |
|        | Dal Borgo (Pisa, Volterra) D'azzurro, alla fascia di rosso, accompagnata in capo da un drago d'oro nascente dalla fascia, e in punta da sei palle dello stesso, 3.2.1 (citato in (16)) |
|        | Dal Borro (Arezzo) Di verde, al rincontro di montone al naturale, sormontato da tre gigli d'oro ordinati fra i quattro pendenti di un lambello di rosso (citato in (16)) alias (DE) In Blau 1 schwarzer Widderkopf von vorn, oben begleitet von 1 vierlätzigen roten Turnierkragen mit je 1 goldenen Lilie zwischen den Lätzen (citato in (23)) alias Di verde, al rincontro di montone al naturale, sormontato da tre gigli d'oro ordinati fra i quattro pendenti di un lambello di rosso; con il capo di Santo Stefano (citato in (16)) |
|        | Dal Bosco troncato di rosso e d'argento, al tronco diramato e sradicato, posto in palo, dell'uno all'altro (citato in (5) – pag. 124) |
|        | Dal Bovo (Verona, Torino) Titolo: Nobile d'azzurro a tre terze di rosso cucite, ondate, poste in banda, accostato da sei stelle (citato in (4) – Vol. II pag. 167) |
|        | Dal Bovo (Verona) (la blasonatura non è stata ancora caricata) (Immagine nella Raccolta stemmi Trippini (JPG).) |
|        | Dal Bovo (Verona) (la blasonatura non è stata ancora caricata) (Immagine nella Raccolta stemmi Trippini (JPG).) |
|        | Dal Bue (Cremona) (la blasonatura non è stata ancora caricata) (Immagine nella Raccolta stemmi Trippini (JPG).) |
|        | Dal Bufalo e Del Bufalo triangolato di rosso e d'oro, al rincontro di bufalo di nero, anellato d'azzurro, attortigliato da una lista d'argento, caricata del motto ORDO, in maiuscole di nero (citato in (5) – pag. 46 e pag. 152) |
|        | Dal Bufalo (Cesena) (la blasonatura non è stata ancora caricata) (citato in BLCW) Immagine in Blasone Cesenate. |

### Dalc
| Stemma | Casato e blasonatura |
| ------ | --- |
|        | Dal Campo (Pisa) D'oro, a tre gemelle in banda di nero (citato in (16)) |
|        | Dal Canto (Firenze) D'azzurro, a tre losanghe d'oro, 2.1 (citato in (16)) (DE) In Blau 3 goldene Rauten, 2:1 gestellt (citato in (23)) |
|        | Dal Canto o Del Canto (Toscana) (DE) Silber-blau gespalten, darin 2 senkrecht gestellte, abgewendete Delphine in verwechselten Tinkturen (citato in (23)) |
|        | Dal Colle (Feltre) Titolo: Nobile dei conti di Cesana d'azzurro alla fascia d'argento squamosa di nero, di due file, ogni squama carica di una codetta di armellino di nero (citato in (4) – Vol. II pag. 497)                                                                              |
|        | Dal Colle (Pisa) Di rosso, a tre guidoni d'argento, astati dello stesso, 2.1 (citato in (16)) |
|        | Dal Corno (Ravenna) d'azzurro, al corno da caccia d'argento, imboccato e guarnito d'oro, legato di rosso al punto del capo, accompagnato da tre stelle (6) d'oro una nel punto d'onore dentro il laccio del cordone, due in punta (citato in (2) – pag. 179, in (5) - pag. 122 e in DAlena) |
|        | Dal Corno (Venezia) (FR) Parti d'or et d'azur, à deux cornes de bouquetin adossées de l'un en l'autre. (citato in JB Rietstap (archiviato dall'url originale il 17 agosto 2016).) |
|        | Dal Corno (Padova) Titolo: Nobile d'azzurro al corno d'argento, legato di rosso (citato in (4) – Vol. II pag. 543) |
|        | Dal Corno (Crescentino, Torino) Titolo: conti, nobili D'azzurro, al corno da caccia d'argento, sospeso a un cordone dello stesso, legato a cappio Motto: Gloria virtuti resonat (citato in (18))                                                                                            |
|        | Dal Corno (Cesena) (la blasonatura non è stata ancora caricata) (citato in BLCW) Immagine in Blasone Cesenate. |
|        | Dal Covolo (Feltre) Titolo: Nobile d'argento alla pantera araldica di rosso rampante (citato in (4) – Vol. II pag. 567) |

### Dald
| Stemma | Casato e blasonatura |
| ------ | --- |
|        | D'Aldana-Maldonato (Firenze) di rosso, alla spada d'argento, guarnita d'oro, posta in palo, la punta in alto, accompagnata in capo da una corona all'antica d'oro e accostata da 2 corone simili (citato in (2) – pag. 446 e in DAlena) |

### Dale
| Stemma | Casato e blasonatura |
| ------ | --- |
|        | da Legge o Lezze o Traversari (Venezia) (FR) Parti d'azur et d'argent, à la bande ondée de l'un en l'autre (citato in http://www.euraldic.com/lasu/bl/bl_l_eg.html) |
|        | D'Alemagna o Alamanni o Alemanni (Molise) Di rosso a due gemelle d'oro accompagnata da 8 merlotti d'argento disposti tre in capo, tre in punta, e due fra le gemelle. Sul tutto uno scudetto d'azzurro caricato di sei gigli d'argento disposti 3, 2, 1, con un lambello di tre pendenti di rosso nel capo alias D'oro a due fasce di rosso alias Di rosso a tre fasce d'oro, sormontate in capo da tre stelle di sei raggi dello stesso alias D'argento al leopardo di rosso (citato in DAlena) |
|        | D'Alena (Macchia d'Isernia, San Pietro Avellana) D'azzurro, alla colonna d'argento, cimata da un'aquila d'oro, armata di rosso, accompagnata in capo da cinque stelle di sei raggi d'argento male ordinate, sostenuta da due leoni controrampanti d'oro, armati e lampassati di rosso, il sinistro trafitto da cinque frecce (citato in DAlena e in (22)) Notizie storiche in Nobili napoletani. |
|        | D'Alessandro (Napoli, Pescolanciano, Sorrento) Titolo: duca di Pescolanciano, nobili dei duchi, principi di Piedimonte, patrizio napoletano di oro al leone di rosso attraversato da una banda di nero, carica di tre stelle a cinque raggi del campo (citato in (4) – Vol. I pag. 353 e Vol. IX pag. 200 e in (19)) d'oro al leone rampante di rosso, alla banda nera caricata di tre stelle d'oro a 5 raggi, attraversante sul tutto (citato in DAlena) 3 stelle (5 raggi) di oro su banda di nero su - leone rampante di rosso su oro (citato in LEOM) alias di oro al leone di rosso attraversato da una banda di nero, carica di tre stelle a sei raggi del campo (citato in (4) – Vol. I pag. 353 e Vol. IX pag. 200) D'oro al leone di rosso con la banda di nero caricata da 3 stelle d'oro attraversante sul tutto (citato in DAlena) 3 stelle (6 raggi) di oro su banda di nero su - leone rampante di rosso su oro (citato in LEOM) Motto. Te sine quid moliar? |
|        | D'Alessandro (Napoli, Marigliano) Titolo: Nobile di oro al leone di rosso con la banda di nero attraversante caricata di tre stelle a 5 raggi del campo (citato in (4) – Vol. I pag. 354 e Vol. IX pag. 200) |
|        | D'Alessandro (Napoletano) (la blasonatura non è stata ancora caricata) (d'oro, al leone di rosso, armato di nero (?), alla banda di nero attraversante e caricata di tre stelle (a otto raggi) d'oro) (citato in (22)) Notizie storiche in Nobili napoletani. |
|        | D'Alessandro (Napoletano) (la blasonatura non è stata ancora caricata) (d'azzurro, ...) (citato in (22)) |
|        | D'Alessi o D'Alessio (Cammarata, Nicosia) e D'Alessio (Napoli) Titolo: nobili napoletani d'oro, a tre rose di rosso (2 e 1) (citato in (4) – Vol. I pag. 354 e in (14)) |
|        | D'Alessio (Siena) Di..., alla croce di Sant'Andrea di..., accantonata da quattro lettere S di... (citato in (16)) |

### Dalf
| Stemma | Casato e blasonatura |
| ------ | --- |
|        | Dal Fiore (Bologna) fiore di rosso stelato e fogliato di verde di 4 pezzi su argento (citato in LEOM) |
|        | Dal Forno o Forni (Modena, Mirandola) Titolo: marchese di Argentera, Bersezio Borgo San Dalmazzo; conte di Vinadio, Sambuco, Aisone, Pietraporzio, Pontebernardo; signore di Aisone; consignore di Borgo S. Dalmazzo, Perosa D'azzurro, alla fascia formata da cinque rombi, accompagnati da tre stelle dello stesso, il tutto d'oro (citato in (18)) alias D'azzurro, alla fascia formata da due rombi e due mezzi, d'oro, accompagnati da tre stelle dello stesso, con il capo d'oro, carico dell'aquila bicipite imperiale, di nero (citato in (18) e in (26)) alias D'azzurro, alla fascia formata da cinque rombi, accompagnati da tre stelle dello stesso, il tutto d'oro, con la bordura d'oro, carica di [...] rondelle, di rosso (citato in (18)) |

### Dalg
| Stemma | Casato e blasonatura |
| ------ | --- |
|        | Dal Galla (Pistoia) (DE) Unter 1 blauen Schildhaupt, darin 1 vierlätziger roter Turnierkragen mit je 1 goldenen Lilie zwischen den Lätzen (Capo d'Angiò), in Gold 1 1 natürlichen grünen Boden besetzender naturfarbener Obstbaum mit roten Früchten, am Stamm überdeckt von 1 schreitenden schwarzen Eber mit silbernen Hauern (citato in (23)) |
|        | Dal Gorgo (Vicenza) Titoli: nobile partito d'argento e d'azzurro al cervo d'oro ritto attraversante (citato in (4) – Vol. III pag. 521) |
|        | Dal Gorgo o Gurgo o Gorga o Gorghi (Vicenza, Napoli, Roma) cervo di oro rampante su partito di argento e di azzurro (citato in LEOM) |
|        | Dal Gorgo o Gurgo o Gorga o Gorghi (Vicenza, Napoli, Roma) cervo di oro rampante su azzurro (citato in LEOM) |
|        | Dal Gorgo o Gurgo o Gorga o Gorghi (Vicenza, Napoli, Roma) scaglione di rosso su azzurro - 3 gigli di oro in alto posti 1,2 su azzurro - testa di leone di profilo di oro in basso su azzurro - cervo rampante al naturale su partito di argento e di azzurro (citato in LEOM)                                                                   |

### Dali
| Stemma | Casato e blasonatura |
| ------ | --- |
|        | D'Aliate (Molise) D'azzurro a tre pali di nero (citato in DAlena) |
|        | D'Alife (Molise) D'oro all'elefante di nero passante da sinistra addestrato in capo da un sole rosso (citato in DAlena) |
|        | Da Lignano (Toscana) (DE) In Gold 1 blauer Rautenbalken (citato in (23)) |
|        | D'Aligre (la blasonatura non è stata ancora caricata) (citato in UNFE) Immagine nella Biblioteca Estense Universitaria (id. 4818). |
|        | Da Linari (Toscana) (DE) Unter 1 blauen Schildhaupt, darin 1 liegender silberner Halbmond, in Silber 1 blauer Schrägbalken (citato in (23)) |
|        | Da Lisca (Verona) Titolo: marchesi; conti di Formoghedo; nobili di argento alla quercia nodrita sulla vette di un monte di sette cime 3 su 4, il tutto di verde, con il capo d'oro, carico di un'aquila di nero coronata del campo (citato in SPRE - Vol. IV pag. 123) albero di quercia nodrito su monte di 7 cime al naturale poste 3,4 uscente dalla punta su argento - capo d'Impero (citato in LEOM) |
|        | Da Lischi (Toscana) (DE) In Silber 1 naturfarbener Laubbaum (citato in (23)) |
|        | D'Alitto (Molise) Partito inchiavato d'argento e di rosso (citato in DAlena) |

### Dall
| Stemma | Casato e blasonatura |
| ------ | --- |
|        | Dall'Abaco Verona) D'azzurro, a due mani di carnagione, poste in fascia, il polso vestito d'argento, dirette verso i fianchi dello scudo, quella a destra tenente una penna per scrivere d'argento, e quella a sinistra un compasso d'oro aperto in scaglione, il tutto accompagnato in capo da una corona a cinque fioroni d'oro e in punta da un libro aperto d'argento, col taglio dorato. Elmo coronato (FR) D'azur, à deux mains de carnation, posées en fasces, le poignet paré d'argent, dirigées vers les flancs de l'écu, celle à dextre tenant une plume à écrire d'argent, et celle à senestre un compas d'or ouvert en chevron, le tout acc. en chef d'une couronne à cinq fleurons d'or et en pointe d'un livre ouvert d'argent, doré sur tranche. Casque couronné (citato in (7)) |
|        | Dall'Abaco (Verona) D'azzurro, alla fascia di rosso, accompagnata in capo da due mani di carnagione, poste in fascia, che mostrano il dorso, il polso vestito di rosso, la mano destra tenente una penna per scrivere d'argento, e quella a sinistra impugnante un compasso d'oro aperto in scaglione, il tutto accompagnato in capo da una corona a cinque fioroni d'oro (FR) D'azur, à la fasce de gueules, acc. en chef de deux mains de carnation, posées en fasces, montrant le dos, le poignet paré de gueules, la main à dextre tenant une plume à écrire d'argent, et celle à senestre empoignant un compas d'or ouvert en chevron, le tout acc. en chef d'une couronne à cinq fleurons d'or (citato in (7)) |
|        | Dall'Abbaco (Verona) Titolo: baroni di Baviera d'azzurro, alla fascia di rosso, accompagnata in capo da due mani di carnagione poste in fascia mostranti il dorso, col polso vestito d'argento, quella a destra tenente una penna da scrivere dello stesso, e quella a sinistra un compasso d'oro aperto in capriolo alias d'azzurro, a due mani di carnagione poste in fascia col polso vestito d'argento; quella a destra tenente una penna da scrivere dello stesso, e quella a sinistra un compasso d'oro aperto in capriolo (citato in (24)) |
|        | Dall'Abaco o Abaco D'argento, a due bande di rosso; al capo d'argento, caricato di una stella (5) d'oro (FR) D'argent, à deux bandes de gueules, au chef d'argent, ch. d'une étoile (5) d'or (citato in (7)) |
|        | Dalla Balla (Vazzola (Treviso)) Titolo: Nobile partito: di rosso e d'argento al torrazzo al naturale; merlato alla ghibellina di due pezzi, con un albero al naturale, nodrito nel torrazzo, col capo di argento carico di un'aquila di nero coronata d'oro (citato in (4) – Vol. I pag. 487) |
|        | Dalla Banca (Orgiano (Vicenza)) Titolo: Nobile troncato: a scaglione, d'oro e di rosso, con lo scaglione di nero sulla partizione, carico di due leoncini di oro affrontati (citato in (4) – Vol. I pag. 495) |
|        | Dalla Briga (Cesena) (la blasonatura non è stata ancora caricata) (citato in BLCW) Immagine in Blasone Cesenate. |
|        | Dall'Academia (Verona) inquartato; nel 1° e 4° d'azzurro, ad una catena d'oro posta in palo annodata in lacci d'amore; nel 2° e 3° d'argento, ad un'ancora di tre becchi d'azzurro, di cui due volti a destra (citato in (24)) inquartato; nel 1° e 4° d'azzurro, ad una catena d'oro, posta in palo, annodata in lacci d'amore; nel 2° e 3° d'argento, ad un'ancora di tre becchi e senza trave d'azzurro, di cui due volti a destra (FR) Écartelé: aux 1 et 4, d'azur, à une chaîne d'or, posée en pal, nouée en lacs d'amour; aux 2 et 3, d'argent, à une ancre à trois becs et sans trabe d'azur, deux des becs tournés à dextre (citato in (7)) |
|        | Dalla Chiave o Della Chiave (Venezia) Titolo: Nobile troncato di oro e di nero alla chiave di ferro al naturale, rivoltata e posta in banda (citato in (4) – Vol. II pag. 443) |
|        | Dalla Costa (Firenze) D'azzurro, al monte di sei cime d'oro, sormontato da un destrocherio di carnagione, vestito di rosso, impugnante un pugnale d'argento, guarnito d'oro, appuntato sulla cima del monte stesso (citato in (16)) |
|        | Dalla Costa (Toscana) (DE) In Blau 1 aus dem linken oberen Schildrand hervorkommender naturfarbener Rechtarm, 1 gestürztes rot-goldgegrifftes silbernes Schwert in 1 schwebenden goldenen Sechsberg steckend (citato in (23)) |
|        | Dall'Acqua (Saluzzo) D'azzurro, a quattro fasce ondate, d'oro (citato in (18)) |
|        | Dall'Acqua (Chioggia) (la blasonatura non è stata ancora caricata) (citato in Araldica gentilizia (archiviato dall'url originale il 6 novembre 2005).) |
|        | Dall'Acqua Giusti (Venezia) troncato: nel 1º d'azzurro a cinque stelle di sei raggi d'argento 3 e 2; nel 2º mareggiato d'azzurro e d'argento al pesce dello stesso, nuotante (citato in (4) – Vol. IX pag. 176) 5 stelle (6 raggi) di argento poste in doppia fascia su azzurro - pesce al naturale su mare di azzurro e di argento (citato in LEOM) |
|        | Dalla Doccia o Della Doccia (Arezzo) palo di rosso su partito di azzurro e di oro - leone rampante rivolto di oro su azzurro - 3 gigli di oro su 3 losanghe di azzurro appuntate in palo su oro (citato in LEOM) |
|        | Dalla Fabbra (Ferrara) d'azzurro al destrocherio di carnagione vestito di rosso, tenente la coda di una cometa d'oro ondeggiante in palo, accostata da due stelle di sei raggi ed accompagnata in punta da un giglio, il tutto d'oro (citato in (4) – Vol. III pag. 40) braccio destro uscente da destra vestito di rosso afferrante con la mano di carnagione la coda di una cometa posta in palo di oro affiancata da - 2 stelle (6 raggi) di oro in alto - giglio di oro in punta tutto su azzurro (citato in LEOM) |
|        | Dalla Farina (Cesena) (la blasonatura non è stata ancora caricata) (citato in BLCW) Immagine in Blasone Cesenate. |
|        | dalla Frascada (Venezia) (FR) D'azur, à la croix pattée d'argent. (citato in JB Rietstap (archiviato dall'url originale il 5 marzo 2016).) |
|        | Dalla Fratta (Lazise, Verona) Titoli: Nobile, Conte del S.R.I. d'azzurro a sei stelle (8) di oro poste 3, 2, 1 (citato in (4) – Vol. III pag. 271) 6 stelle (8 raggi) di oro poste in piramide rovesciata su azzurro (citato in LEOM) |
|        | dalla Fraziada (Venezia) (FR) D'azur, à la croix pattée d'or. (citato in JB Rietstap (archiviato dall'url originale il 5 marzo 2016).) |
|        | Dalla Gabella (Cesena) (la blasonatura non è stata ancora caricata) (citato in BLCW) Immagine in Blasone Cesenate. |
|        | Dall'Aglio troncato di azzurro al sole d'oro e di rosso a tre teste d'aglio, rovesciate e legate d'argento (citato in (4) – Vol. I pag. 518) |
|        | Dall'Aglio o Aglio-Dolci (Cremona) d'azzurro a tre agli al naturale legati di rosso; col capo d'oro all'aquila di nero e alla fascia d'argento sulla partizione (citato in BLCR) Immagine in Blasonario Cremonese (archiviato dall'url originale il 2 marzo 2017). |
|        | Dal Lago (Cles (Trento) Titoli: Nobile del S. R. I. e di Steinfeld (Compostello) inquartato: nel 1º e 4º d'azzurro al cavallo marino fluttuante sul mare, linguato di rosso e con la coda ritorta, nel primo punto voltato; nel 2º e 3º di azzurro a tre stelle (6) di oro, poste 1, 2 Cimiero: il leone nascente d'argento, lampassato di rosso con la coda alzata e ritorta, fra due ali d'aquila di nero (citato in (4) – Vol. II pag. 600) |
|        | Dalla Lastra (Firenze) Trinciato scalinato di... e di... (citato in (16)) |
|        | Dalla Lastra (Firenze) Di..., a tre crescenti montanti di..., 2.1, e alla bordura dentata di... (citato in (16)) (DE) Innerhalb 1 Spickelschildbords 3 liegende Halbmonde, 2:1 gestellt (citato in (23)) |
|        | Dalla Mantica (Cesena) (la blasonatura non è stata ancora caricata) (citato in BLCW) Immagine in Blasone Cesenate. |
|        | Dalla Masetta (Cesena) (la blasonatura non è stata ancora caricata) (citato in BLCW) Immagine in Blasone Cesenate. |
|        | Dalla Molara (Napoli) (la blasonatura non è stata ancora caricata) (citato in UNFE) Immagine nella Biblioteca Estense Universitaria (id. 4626). |
|        | Dalla Nave (Cesena) (la blasonatura non è stata ancora caricata) (citato in BLCW) Immagine in Blasone Cesenate. |
|        | Dalla Palude o Palù (Genova) 2 aghi da rete incrociati di rosso su argento - aquila coronata di nero su oro in capo (citato in LEOM) |
|        | Dalla Palude o Palù (Genova) 2 aghi da rete di oro incrociati su argento - aquila coronata di nero su oro in capo (citato in LEOM) |
|        | Dalla Pasqua (Cesena) (la blasonatura non è stata ancora caricata) (citato in BLCW) Immagine in Blasone Cesenate. |
|        | Dalla Penna (Ferrara) braccio destro armato di argento uscente da destra afferrante con la mano guantata di argento 3 penne poste a ventaglio di verde di argento e di rosso su azzurro - 3 fiori di oro stelati e fogliati di verde posti a ventaglio su terrazzo dello stesso uscente dalla punta su azzurro (citato in LEOM) |
|        | Dalla Porta (Conegliano Veneto, La Spezia) porta di rosso chiusa di nero gradinata di argento superiormente chiusa da una cupoletta di rosso cimata da una croce latina di azzurro accompagnata da 2 banderuole in banda e in sbarra di rosso - 2 frecce di nero rasenti i gradini punte al basso tutto su argento (citato in LEOM) |
|        | Dalla Porta (Cesena) (la blasonatura non è stata ancora caricata) (citato in BLCW) Immagine in Blasone Cesenate. |
|        | Dalla Quercia (Cesena) (la blasonatura non è stata ancora caricata) (citato in BLCW) Immagine in Blasone Cesenate. |
|        | Dalla Rena (Firenze) Di..., alla pantera rampante di..., sormontata da un lambello a quattro pendenti di... (citato in (16)) |
|        | Dall'Armi (Cesena) (la blasonatura non è stata ancora caricata) (citato in BLCW) Immagine in Blasone Cesenate. |
|        | Dalla Robbia (Cesena) (la blasonatura non è stata ancora caricata) (citato in BLCW) Immagine in Blasone Cesenate. |
|        | Dalla Rosa Prati (Parma, Modena) fascia di argento su rosso accompagnata da - 3 rose di argento poste 2,1 - sole raggiante di oro su verde - banda scaccata di nero e di argento su azzurro (citato in LEOM) |
|        | Dalla Silva (Domodossola) D'azzurro, al leone d'oro, lampassato e osceno di rosso, impugnante con la branca destra due chiavi decussate, con gli ingegni addossati in alto, d'argento (citato in (18)) |
|        | Dall'Aste troncato in banda: di sopra di rosso al leone d'argento arrestato sulla partizione, di sotto rombeggiato in fascia d'oro e di nero (citato in (4) – Vol. I pag. 439) |
|        | Dall'Aste troncato: di sopra di rosso al leone d'argento movente dalla troncatura, di sotto rombeggiato d'oro e di nero (citato in (4) – Vol. IX pag. 242) |
|        | Dall'Aste Brandolini (Forlì, San Paolo del Brasile, Torino) partito: nel 1º di Dall'Aste che è troncato in banda: di sopra di rosso al leone d'argento arrestato sulla partizione, di sotto rombeggiato in fascia d'oro e di nero; nel 2º di Brandolini che è di rosso a tre bande d'argento ciascuna caricata di tre scorpioni di nero, col capo d'argento alla treccia di rosso posta in fascia con due nodi (citato in (4) – Vol. I pag. 439) leone rampante di argento sulla partizione sul rosso del trinciato di rosso e scaccato in banda di oro e di nero - 9 scorpioni di nero posti 3 e 3 su 3 bande di argento su rosso - treccia di rosso ritorta 2 volte su argento in capo (citato in LEOM) Cimiero: un braccio armato impugnante colla mano di carnagione una spada, in sbarra. Il braccio accollato di un breve scritto col: Motto: Impavidum ferient                                                                                         |
|        | Dall'Aste Brandolini (Forlì, San Paolo del Brasile, Torino) partito: nel 1º troncato: di sopra di rosso al leone d'argento movente dalla troncatura, di sotto rombeggiato d'oro e di nero (Dall'Aste); nel 2º di rosso a tre bande d'argento, ciascuna carica di tre scorpioni di nero, col capo d'argento alla treccia di rosso posta in fascia con due nodi (Brandolini) (citato in (4) – Vol. IX pag. 242) leone rampante di argento su rosso - losangato di oro e di nero - 9 scorpioni su 3 bande di argento su rosso posti 3,3,3 - treccia di rosso su argento in capo (citato in LEOM) Cimiero: un braccio armato impugnante colla mano di carnagione una spada, in sbarra. Il braccio accollato di un breve scritto col: Motto: Impavidum ferient |
|        | Dalla Torre (Treviso, Padova) torre quadrata di argento cimata da una crocetta latina dello stesso fondata su monte di verde uscente dalla punta al naturale su azzurro - 2 stelle (6 raggi) di argento poste in fascia in alto su azzurro (citato in LEOM) |
|        | Dalla Valle (Lu, Casale) Titolo: marchesi di Bozzole, Lu, Mirabello, Pomaro; signori di Castelgrana, Mottagrana; consignori di Giarole, Terruggia D'argento, all'aquila di nero, coronata d'oro alias D'argento, all'aquila coronata, di nero, con il capo di rosso alias Troncato, al 1° d'oro, alla rotella d'azzurro, carica di tre gigli d'oro, accompagnata in punta da due palle, di rosso, fiancheggiato in palo, di rosso, al 2° d'argento, all'aquila di nero, coronata d'oro alias Inquartato, al 1° e al 4° d'argento, all'aquila di nero, coronata d'oro; al 2° e 3° d'oro, fiancheggiato in palo di rosso, alla rotella d'azzurro, carica di tre gigli d'oro, accompagnata in punta da due tortelli, di rosso alias D'oro, inquartato da un filetto di rosso, al 1° e al 4° all'aquila di nero; al 2° e 3° alla rotella d'azzurro, carica di tre gigli d'oro, accompagnata in punta da due tortelli di rosso Motto: In aeternum (citato in (18)) |
|        | Dalla Valle (Casale Monferrato, Torino) aquila di nero coronata di oro su argento - 3 palle poste 1,2 di cui la superiore più grande di azzurro caricata di 3 gigli di oro posti 2,1 e le inferiori di rosso tutto su oro fiancheggiato in palo di rosso (citato in LEOM) |
|        | Dalla Valle (Cesena) (la blasonatura non è stata ancora caricata) (citato in BLCW) Immagine in Blasone Cesenate. |
|        | Dalla Zonca (Bergamo, Venezia, Dignano di Istria (Croazia)) fascia di rosso su troncato di argento e - bandato di nero e di argento - testa di capra al naturale uscente dalla fascia affiancata da 2 rose di rosso sull'argento (citato in LEOM) |
|        | Dalla Zonca (Bergamo, Venezia, Dignano di Istria (Croazia)) fascia convessa di rosso su troncato convesso di argento e - sbarrato di argento e di nero - testa di capra al naturale uscente dalla fascia affiancata da 2 rose di rosso sull'argento (citato in LEOM) |
|        | Dalel Armi (Modena, Ferrara) (la blasonatura non è stata ancora caricata) (citato in UNFE) Immagine nella Biblioteca Estense Universitaria (id. 813). |
|        | Dalle Celate (Pistoia) D'argento, all'elmo posto di profilo al naturale, guarnito d'oro e piumato d'oro, di rosso, d'azzurro e di verde (citato in (16)) |
|        | Dalle Donne (Cesena) (la blasonatura non è stata ancora caricata) (citato in BLCW) Immagine in Blasone Cesenate. |
|        | Dalle Falci o Falcieri (Verona) 2 lame di falce poste in croce di Sant'Andrea di argento su azzurro (citato in LEOM) |
|        | D'Allegrettis o Dall'Allegretti (Molise) D'azzurro al cavallo inalberato d'argento, accompagnato in capo da tre rose dello stesso, male ordinate, il tutto posto fra due rami di alloro intrecciati, al naturale (citato in DAlena) |
|        | Dalle Pozze (Firenze) Troncato di rosso e d'oro, al rincontro di bue d'argento nel primo, e alla fascia di verde passata sulla partizione (citato in (16)) fascia di verde su troncato di rosso e di oro - riscontro di bue (testa di bue in maestà) di argento su rosso (citato in LEOM) alias Troncato di rosso e d'oro, al rincontro di bue d'argento nel primo, e alla fascia di verde passata sulla partizione; con il capo di Santo Stefano (citato in (16)) |
|        | Dalle Scaranne (Cesena) (la blasonatura non è stata ancora caricata) (citato in BLCW) Immagine in Blasone Cesenate. |
|        | Dalle Secchie (Cesena) (la blasonatura non è stata ancora caricata) (citato in BLCW) Immagine in Blasone Cesenate. |
|        | Dalli (Reggio Emilia) palato di rosso e di argento - aquila di nero coronata di oro su argento in capo - trangla di rosso (citato in LEOM) |
|        | Dallian o D'Allian (Valle d'Aosta) D'azzurro, a tre ghiande d'oro, rovesciate (citato in (18)) |
|        | Dall'Oca (Cesena) (la blasonatura non è stata ancora caricata) (citato in BLCW) Immagine in Blasone Cesenate. |
|        | Dall'Occa (Bologna) oca di argento passante su terrazzo di verde su azzurro (citato in LEOM) |
|        | Dall'Olio (Asolo) (la blasonatura non è stata ancora caricata) (citato in DAlena) |
|        | Dall'Olmo (Firenze) Di, all'albero (olmo) di..., nodrito su un monte di sei cime di... (citato in (16)) |
|        | Dall'Osso (Bologna) cane rampante di argento su terrazzo di verde sostenente con la zampa anteriore sinistra un osso di argento su azzurro (citato in LEOM) |
|        | Dall'Osso (Cesena) (la blasonatura non è stata ancora caricata) (citato in BLCW) Immagine in Blasone Cesenate. |

### Dalm
| Stemma | Casato e blasonatura |
| ------ | --- |
|        | Dalmav (Sardegna) (partito: nel 1º d'oro, a tre fasce di rosso; nel 2º di rosso, alla conchiglia d'oro) (citato in Dalmav, su athenanoctua.com. URL consultato l'11 dicembre 2020 (archiviato dall'url originale il 28 giugno 2013).) |
|        | Dalmazzo o Dalmasso (Cuneo, Villanova Mondovì) Titolo: barone di Garzegna rombeggiato d'argento e di rosso, al palo d'azzurro attraversante (citato in (4) – Vol. II pag. 600, in (18) e in (26)) palo di azzurro su losangato di argento e di rosso (citato in LEOM) |
|        | Dalmazzo o Dalmasso o Dalmatii (Saluzzo, Avigliana) Di rosso, alla tigre d'oro, tenente una torre d'argento (citato in (18) e in (26)) Cimiero: il leone del campo nascente Motto: Magnanimitate et robure |
|        | Dalmazzo o Dalmasso o Dalmatii (Cuneo) Di rosso, al leone d'oro, tenente un castello d'argento (citato in (18) e in (26)) Cimiero: il leone del campo nascente Motto: Magnanimitate et robure |
|        | Dalmazzo o Dalmassi (Nizza) Titolo: signori di Castelnuovo, Faraone Partito, al 1° di rosso, al leone d'oro, tenente una torre d'argento, al 2° d'oro, al capo di rosso (citato in (18)) |
|        | Dalmazzo o Dalmasso (Cuneo) Titolo: signori di S. Defendente D'azzurro, a tre stelle d'argento, 2, 1, con il cuore di rosso, cucito, in abisso (citato in (18) e in (26)) alias D'azzurro, a tre stelle d'argento, male ordinate, con il cuore di rosso, cucito, in abisso (citato in (18) e in (26)) cuore di rosso in abisso su azzurro - 3 stelle (5 raggi) di argento su azzurro poste 1,2 (citato in LEOM) |
|        | Dalmazzone o Dalmassone (Niella Tanaro, Ceva) Titolo: conti di Belvedere Langhe D'oro, a tre pini, nutriti sulla pianura erbosa, al naturale, fruttati del campo (citato in (18) e in (26)) Motto: Uno avulso non deficit alter |
|        | Dalmonte (Venezia) d'azzurro, alla banda di rosso caricata di 3 sonagli d'oro, e accompagnata da due grappoli d'uva dello stesso (citato in (2) – pag. 570 e in DAlena) 3 sonagli di oro su banda di rosso nel senso della pezza su azzurro accompagnati da - 2 grappoli di uva di oro posti in sbarra (citato in LEOM)                                                                                         |
|        | Dal Muro di rosso, al muro d'oro, merlato di cinque pezzi dello stesso, murato di rosso, movente dalla punta (citato in (5) – pag. 142) |

### Daln
| Stemma | Casato e blasonatura |
| ------ | --- |
|        | D'Alneto o D'Almeto o D'Alteno o D'Aulnay (Molise) Partito: la parte inferiore d'oro, nella superiore di rosso, un mezzo leone similmente di rosso (citato in DAlena) |

### Dalp
| Stemma | Casato e blasonatura |
| ------ | --- |
|        | Dal Pero Bertini o Del Pero Bertini (Imola, Roma, Bologna) albero di pero nodrito su ristretto di terreno al naturale accompagnato a destra da un braccio destro piegato a scaglione rovesciato vestito di verde tenente nella mano di carnagione una ascia al naturale tutto su rosso - berretto frigio di tela di argento su oro - capo d'Angiò (citato in LEOM) |
|        | Dal Pino (San Miniato, Pistoia, Firenze) D'azzurro, alla pina d'oro (citato in (16)) (DE) In Blau 1 senkrecht gestellter goldener Pinienzapfen (citato in (23)) alias D'azzurro, a tre pine d'oro, 2.1 (citato in (16)) |
|        | Dal Poggio (Firenze) D'azzurro, all'albero di pino fruttifero al naturale, nodrito su un monte di sei cime d'argento e sostenuto da due leoni d'oro (citato in (16)) (DE) In Blau 1 naturfarbene Pinie mit roten Früchten, 1 schwebenden silbernen Sechsberg besetzend und beidseitig begleitet von 2 einwärtsgekehrten goldenen Löwen (citato in (23)) alias D'azzurro, all'albero di pino fruttifero al naturale, nodrito su un monte di tre cime d'argento e sostenuto da due leoni d'oro (citato in (16)) |
|        | Dal Poggio (Pisa) Di rosso, alla rotella d'argento caricata di un leone di nero (citato in (16)) |
|        | Dal Ponte o Da Ponte o D'Aponte (Molise) D'azzurro al ponte di due archi sormontato da due torri il tutto d'argento (citato in DAlena) |
|        | Dal Pozzo d'oro, al pozzo di rosso, sostenuto da due draghi di verde, controrampanti e con le code annodate e decussate in punta (citato in (5) – pag. 150) (Immagine nella Raccolta stemmi Trippini (JPG).) |
|        | Dal Pozzo o Del Pozzo o Delpozzo o Puteo (Alessandria ?, Biella) Titolo: principi di Cisterna d'Asti ; marchesi di Garessio, Voghera; conti di Barbaresco, Bonvicino, Briga, Diano, Neive, Perno, Ponderano, Romagnano, Viverone; baroni di Salerano; signori di Banchette, Camburzano, Ceretto, Cimena, Coggiola, Donelasco, Grinzane, Montecalvo, Olesi, Salussola, S. Germano, S. Marzano, Torrazza Coste, Vettignè; consignori di Altessano, Boione, Borriana, Borzone, Castellengo, Magnano, Pralormo, Reano, Ruffia, Strambinello, Tronzano D'oro, alla vera di pozzo di rosso, sostenuta da due draghi di nero, affrontati, le code accollate di sotto alias Inquartato, al 1º e 4º, d'oro alla vera di pozzo, di rosso, sostenuta da due draghi di verde, affrontati, le code accollate di sotto; al 2º e 3º, d'oro, all'aquila di nero, linguata, armata e coronata, di rosso (citato in (18)) (Immagine nella Raccolta stemmi Trippini (JPG).) Motto: Iura in armis regnare videbis |
|        | Dal Pozzo o Del Pozzo o Pozzo (Ponderano) Titolo: conti; consignori di Mombello D'oro, alla vera di pozzo di rosso, sostenuta da due draghi di nero, affrontati, le code accollate di sotto alias Inquartato, al 1º e 4º, d'oro alla vera di pozzo, di rosso, sostenuta da due draghi di verde, affrontati, le code accollate di sotto, al 2º e 3º, d'oro, all'aquila coronata, di nero Motto: Iura in armis regnare videbis - Iura in armis regnare videns (citato in (18)) |
|        | Dal Pozzo (Torino) pozzo di rosso sostenuto da 2 draghi di verde le code incrociate su oro - aquila coronata di nero su oro (citato in LEOM) |
|        | Dal Pozzo (Roppolo) Titolo: consignori di Montecavallo, Piverone, Valdengo, Vigliano D'oro, al pozzo di rosso, sostenuto da due draghi di verde alati, affrontati, con le code accollate sotto il pozzo (citato in (18)) |
|        | Dal Pozzo o Dalpozzo o Del Pozzo o Pozzii o Pozzo (Alessandria, Milano, Oleggio, Castello Belgirate, Moncalvo, Pavia, Firenze) Titolo: conti di Castellino e S. Vincenzo D'oro, al pozzo di rosso, sostenuto da due draghi di verde alati, affrontati, con le code accollate sotto il pozzo (citato in (22)) vera di pozzo di rosso sostenuta da - 2 draghi di verde controrampanti le code incrociate sotto il pozzo tutto su oro (citato in LEOM) Motto: Turbida numquam |
|        | Dal Pozzo Farnese (Piacenza) 6 gigli di azzurro posti in orlo su oro - pozzo al naturale sostenuto da - 2 leoni controrampanti di oro su azzurro (citato in LEOM) |

### Dalr
| Stemma | Casato e blasonatura |
| ------ | --- |
|        | Dal Re (Bologna) 2 scettri gigliati di oro posti in croce di Sant'Andrea accantonati in alto da una corona all'antica e sugli altri lati da - 3 stelle (5 raggi) dello stesso tutto su azzurro - 3 stelle (5 raggi) di oro poste in fascia su azzurro in capo (citato in LEOM) |

### Dals
| Stemma | Casato e blasonatura |
| ------ | --- |
|        | Dal Sale d'azzurro, al compasso aperto d'oro, accompagnato in capo da due stelle dello stesso, e in punta da un crescente montante d'argento (citato in (5) – pag. 100) |

### Dalt
| Stemma | Casato e blasonatura |
| ------ | --- |
|        | D'Alteno (Molise) (la blasonatura non è stata ancora caricata) (citato in DAlena)                                                                                            |
|        | D'Altomena (Firenze) Di..., all'albero di..., nodrito sul monte di... (di 15 cime) (citato in (16)) (DE) 1 schwebender Vierzehnberg, besetzt mit 1 Laubbaum (citato in (23)) |
|        | D'Altomena (Toscana) (DE) In Blau 1 golden bordierter silberner Balken (citato in (23))                                                                                      |
|        | D'Altomena (Firenze) Tagliato cuneato di nero e d'argento (citato in (16))                                                                                                   |

### Dalu
| Stemma | Casato e blasonatura |
| ------ | --- |
|        | Da Lucardo (Firenze) D'azzurro, a tre bisanti d'argento, 2.1, caricati ciascuno di una stella a otto punte d'oro alias D'azzurro, a tre rose d'argento, 2.1 (citato in (16)) |
|        | Dalumi (Bagolino) un cartiglio col cuore che arde; di rosso, al colle roccioso, d'argento, sostenente una croce del calvario di nero (citato in Piovanelli)                  |
|        | Da Lutiano (Firenze) Inquartato d'argento e d'azzurro (citato in (16)) |

### Dalv
| Stemma | Casato e blasonatura |
| ------ | --- |
|        | Dal Verme (Verona, Piacenza, Bobbio, Milano) Titolo: signori di Dernice; consignori di Cortazzone Fasciato d'azzurro e d'argento, di quattro pezzi alias Inquartato, al 1° e 4° fasciato di rosso e d'argento di otto pezzi, la seconda fascia di rosso carica di un bisante d'oro, e con la bordatura scanalata, d'oro; al 2° e 3° fasciato d'azzurro e d'argento, di quattro pezzi (citato in (18)) alias Inquartato, al 1° e 4° fasciato di rosso e d'argento di otto pezzi, la seconda fascia di rosso carica di un bisante d'argento, e con la bordatura scanalata, d'oro; al 2° e 3° fasciato d'azzurro e d'argento, di quattro pezzi (Immagine nella Raccolta stemmi Trippini (JPG).) |
|        | Dal Verme (Milano) fasciato di rosso e di argento (8 pezzi) la seconda fascia di rosso caricata di una palla di oro - bordura dentata di oro (sul primo e quarto quarto) - fasciato di azzurro e di argento (4 pezzi) (secondo e terzo quarto) (citato in LEOM) |
|        | Dal Verme (Milano) busto di drago terminante in un braccio umano al naturale che tiene con una catena di oro il collo del drago stesso su campo non identificato (citato in LEOM) |
|        | D'Alviano (Orvieto) (la blasonatura non è stata ancora caricata) (Immagine nella Raccolta stemmi Trippini (JPG).) |